# Jay Vaughan
Jay Vaughan (ur. 4 grudnia 1977 r.) – kanadyjski narciarz, specjalista narciarstwa dowolnego. Nigdy nie startował na mistrzostwach świata ani na igrzyskach olimpijskich. Najlepsze wyniki w Pucharze Świata osiągnął w sezonie 1999/2000, kiedy to zajął 33. miejsce w klasyfikacji generalnej.
W 2000 r. zakończył karierę.

## Sukcesy

### Puchar Świata

#### Miejsca w klasyfikacji generalnej
- 1996/1997 – 75.
- 1997/1998 – 40.
- 1999/2000 – 33.

#### Miejsca na podium
1. Madarao – 30 stycznia 2000 (Jazda po muldach) – 2. miejsce